# Soucy (Yonne)
Soucy település Franciaországban, Yonne megyében. Lakosainak száma 1546 fő (2022. január 1.). Soucy Thorigny-sur-Oreuse, La Chapelle-sur-Oreuse, Cuy, Saint-Clément, Saint-Denis-lès-Sens, Saligny és Voisines községekkel határos.

## Népesség
A település népessége az elmúlt években az alábbi módon változott:
| Lakosok száma | 1545 | 1570 | 1625 | 1589 | 1593 | 1592 | 1575 | 1560 | 1546 |
|               | 2013 | 2015 | 2016 | 2017 | 2018 | 2019 | 2020 | 2021 | 2022 |